# La sensualità è... un attimo di vita
La sensualità è... un attimo di vita (anche conosciuto come Un attimo di vita) è un film italiano del 1974, diretto da Dante Marraccini.
Il 22 ottobre 1973, mentre stavano girando a Calcata (VT) una scena durante la quale correvano nudi per le strade, gli attori Gianni Dei, Margaret Lee e Samantha Starr, insieme al regista Dante Marraccini, furono prima insultati e poi aggrediti da un gruppo di cittadini scandalizzati.

## Trama
I due fratelli Marcella e Mario vivono con altri giovani in un paese confinante da quello dei genitori. L'arrivo di un forestiero accende in loro il contrasto con il mondo adulto. I fratelli, accompagnati dallo sconosciuto, iniziano un lungo percorso psicologico di evoluzione, alla ricerca della propria libertà. Inizieranno con lo spogliarsi dalle apparenze in una vorticosa lotta con i vestiti, per finire in mare, al largo su un peschereccio. Qui Marcella costringe il forestiero ad inscenare il suo rapimento, al fine di ricavarne del denaro e vendicarsi del giogo del padre. Mario, incaricato di recuperare il riscatto e portarlo al rifugio, viene seguito dalla polizia.

## Curiosità
- Il film, bloccato dalla censura[2] per due anni, fu presentato nel 1976 al Festival del cinema di Belgrado.
- Il tema, Stranger in his own country, fu eseguito dal complesso Officina Meccanica.